# Eurecab
 (décembre 2018).
Eurecab] est une place de marché pour taxis et VTC en France, intégrant la réservation sur la même application. L'application regroupe les offres de plusieurs milliers de chauffeurs indépendants. La société Eurecab, basée à Paris, a été fondée en 2015 par Théodore Monziès et Cédric Van Daele. Elle est ensuite rachetée en 2022 par la société Citybird puis en 2025 par la société MYD Cab.

## Contexte
La LOI no 2009-888 du 22 juillet 2009 de développement et de modernisation des services touristiques a libéralisé en France le marché du transport de personnes à titre onéreux. Notamment, elle a permis la création du statut de VTC (véhicule de tourisme avec chauffeur) dont les détenteurs peuvent exercer une activité de chauffeur de personnes aux côtés des taxis. Cette libéralisation a permis à des plateformes de réservation comme Uber, Chauffeur Privé, LeCab, ou Taxify de se développer en France.

## Produit
Le principe est celui d'un comparateur de prix. Eurecab agrège les offres de plateformes de réservation de taxis et de VTC, ainsi que de chauffeurs indépendants. Le site accède aux prix des plateformes référencées en temps réel grâce à une connexion par API.
Pour l'utilisateur, l'application présente l'ensemble des offres disponibles pour faire son trajet, classées selon des critères tels que le prix, la qualité, le temps d'approche... L'utilisateur peut alors comparer et réserver le chauffeur de son choix, toujours sur la même application. 

## Modèle économique

résultats recherche eurecab

La société tire son revenu d'une commission sur le chiffre d'affaires distribué sur son application.

## Sources et références
1. ↑  « «Eurecab», le comparateur qui permet de réserver son VTC au meilleur prix », sur Le Figaro, 28 novembre 2018 (consulté le 17 décembre 2018).
2. ↑  « Chauffeur indépendant, c'est possible avec Théodore Monzies, fondateur d'EureCab », sur France Bleu (consulté le 15 décembre 2018).
3. ↑  « franceinfo seniors. Un comparateur pour les taxis et les chauffeurs privés », sur Franceinfo, 30 décembre 2018 (consulté le 2 janvier 2019).
4. ↑  « «Eurecab», le comparateur qui permet de réserver son VTC au meilleur prix », sur Le Figaro, 28 novembre 2018 (consulté le 21 décembre 2018).